# Pere Parera i Cartró
Pere Parera i Cartró (Gelida, 8 de febrer de 1947) és un propietari agrari i polític català.

## Biografia
Ha treballat com a agricultor i és propietari de Can Miquel de les Planes. Membre de Convergència Democràtica de Catalunya, ha estat alcalde de Gelida el 1983 i el 1994-1995 i president del Consell Comarcal de l'Alt Penedès. És membre de l'Associació d'Amics del Castell de Gelida i d'Òmnium Cultural. Afiliat a la Unió de Pagesos.
També ha estat diputat a les eleccions al Parlament de Catalunya de 1980, 1984, 1988 i 1992. Durant el seu mandat ha estat membre de les comissions de d'Agricultura, Ramaderia i Pesca (1980-1996) i de la Comissió de Política Territorial (1980 -1996) 